# Автошлях Т 1301
Автошля́х Т 1301 — автомобільний шлях територіального значення в Луганській області. Проходить територією Лутугинського району через Луганськ — Георгіївку. Із під'їздом до аеропорту «Луганськ». Загальна довжина — 16,1 км.

## Маршрут
Автошлях проходить через такі населені пункти:
| Автошлях Т 1301     |        |
| Луганська область   |        |
| Лутугинський район  |        |
| Луганськ            | E40М30 |
| Луганськ (аеропорт) |        |
| Георгіївка          | Н21    |